# Jorge Alberto Rodríguez
Jorge Alberto Rodríguez (Coronel Hilario Lagos, provincia de La Pampa, 6 de mayo de 1944), apodado El Pelado, es un político argentino, perteneciente al Partido Justicialista, que ocupó diversos cargos durante la presidencia de Carlos Saúl Menem.

## Carrera
Rodríguez comenzó a militar en el peronismo mientras estudiaba en la Facultad de Agronomía y Veterinaria de la Universidad de Buenos Aires. Obtuvo en dicha facultad el título de ingeniero agrónomo en 1971. Continuó militando en el peronismo hasta el derrocamiento de María Estela Martínez de Perón, en 1976, y en 1979 viajó a Estados Unidos, lugar en el que obtuvo un máster en Ciencia, en la Universidad de Nebraska.En 1982, en las vísperas del restablecimiento democrático vuelve a militar en el movimiento peronista ante la nueva era política que estaba a punto de comenzar regresando al país y formando parte de la Coordinadora que luchaba por el reestablecimiento de las instituciones democráticas.
Rodríguez llamó la atención de Antonio Cafiero junto a quien comenzó a militar en el proceso de transformación que se conoció como “la Renovación Peronista”.
Entre 1983 y 1987 se desempeñó como Subsecretario de Asuntos Agrarios de la Provincia de La Pampa, durante la gobernación de Rubén Marín. Entre 1987 y 1989 fue ministro de Educación de su provincia, renunciando para candidatearse a diputado nacional.
En 1992 fue designado Ministro de Educación por el presidente Carlos Menem, cargo que ocupó hasta 1996,la Ley de Educación Superior (LES), que fue aprobada y promulgada como Ley 24521. La norma rige las carreras universitarias y terciarias dentro de la Argentina lo que permitió una mayor apertura de universidades privadas y la apertura de nuevas universidades nacionales en el interior del país. En 1996 fue designado Jefe de Gabinete.desempeñando el cargo hasta 1999.
En 1993 trabajo para la sancion la Ley Federal de Educación, que extendió la obligatoriedad de la educación a diez años y reorganizó la educación secundaria mediante la creación del polimodal.
En 2004 Rodríguez declaró en un juicio contra María Julia Alsogaray, perjudicándola.